# Zvanartsi

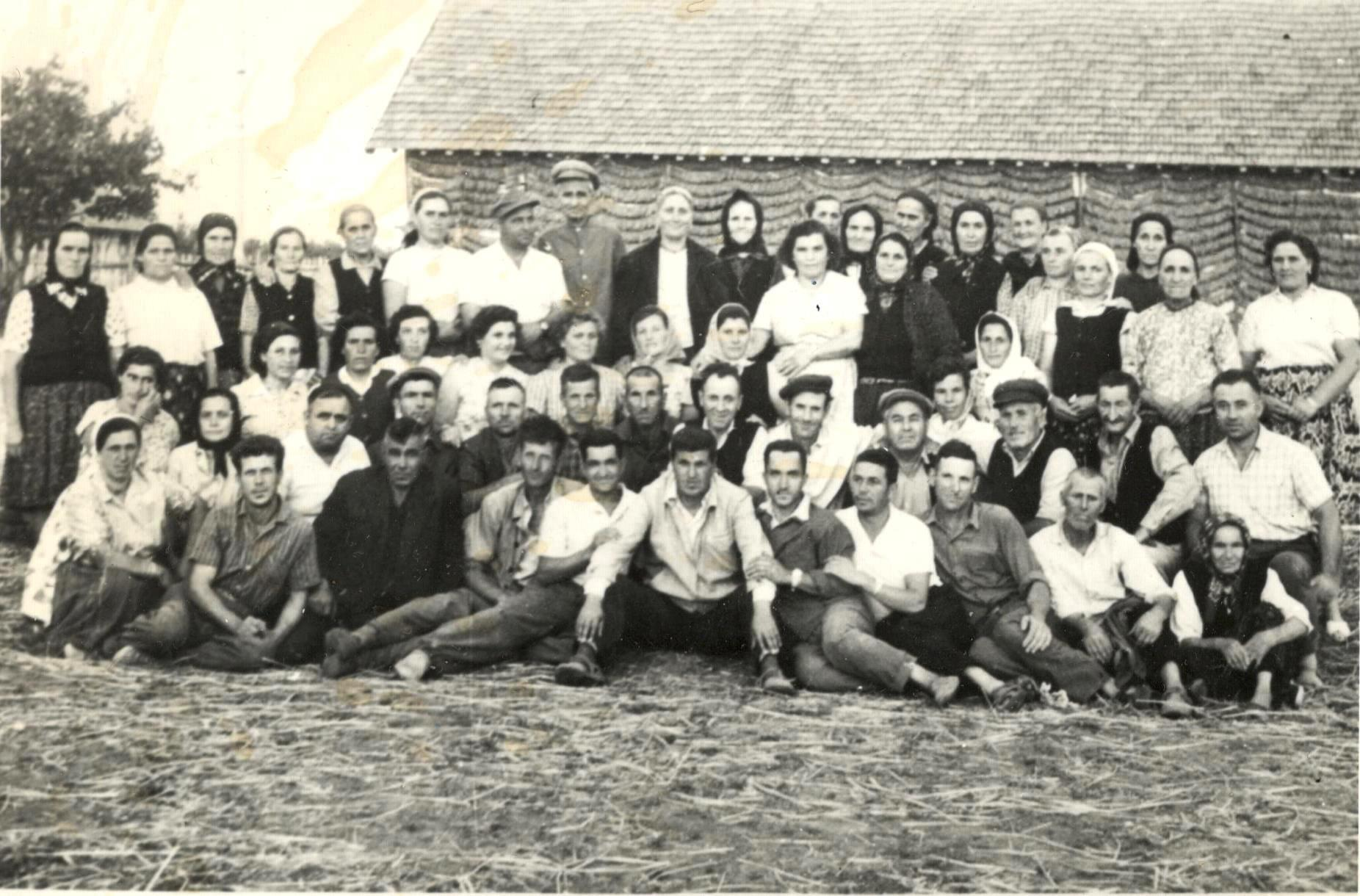
Medewerkers op de collectieve tabaksboerderij in Zvanartsi

Zvanartsi (Bulgaars: Звънарци) is een dorp in het noordoosten van Bulgarije, gelegen in de gemeente Koebrat in de oblast Razgrad. Het dorp ligt ongeveer 43 km ten noorden van Razgrad en 287 km ten noordoosten van de hoofdstad Sofia. 

## Bevolking
De telling van 1934 registreerde 1.267 inwoners. Dit aantal groeide tot een hoogtepunt van 1.465 inwoners in 1965. Vanaf dat moment is het inwonersaantal echter continu afgenomen. Zo werden er op 31 december 2019 zo'n 444 inwoners geteld.  Van de 525 inwoners die in februari 2011 werden geregistreerd, waren er 50 jonger dan 15 jaar oud (10%), terwijl er 121 inwoners van 65 jaar of ouder werden geteld (23%).
Van de 525 inwoners reageerden er 467 op de optionele volkstelling van 2011. Zo'n 385 personen identificeerden zichzelf als etnische Bulgaarse Turken (82,4%), gevolgd door 81 personen zich als etnische Bulgaren identificeerden (17,3%).
| Etnische samenstelling van de respondenten (2011) | Etnische samenstelling van de respondenten (2011) | Etnische samenstelling van de respondenten (2011) | Etnische samenstelling van de respondenten (2011) | Etnische samenstelling van de respondenten (2011) |
| ------------------------------------------------- | ------------------------------------------------- | ------------------------------------------------- | ------------------------------------------------- | ------------------------------------------------- |
|                                                   |                                                   |                                                   |                                                   |                                                   |
| Bulgaren                                          | Bulgaren                                          |                                                   | 17,3%                                             | 17,3%                                             |
| Turken                                            | Turken                                            |                                                   | 82,4%                                             | 82,4%                                             |
| Roma                                              | Roma                                              |                                                   | 0,0%                                              | 0,0%                                              |
| Anders/Onbekend                                   | Anders/Onbekend                                   |                                                   | 0,3%                                              | 0,3%                                              |

Belovets - Bisertsi - Bozjoerovo - Goritsjevo - Kamenovo - Koebrat - Madrevo - Medovene - Ravno - Savin - Seslav - Sevar - Terter - Totsjilari - Joeper - Zadroega - Zvanartsi